# 仁島浩順
仁島 浩順（にしま こうじゅん、1961年3月6日 - ）は、日本の実業家。住友不動産社長を務めている。島根県出身。

## 経歴
島根県立松江南高等学校を経て、1984年に東京大学経済学部を卒業し、同年に住友不動産に入社。
2007年に常務執行役員に就任し、取締役、代表取締役を経て、2013年に社長に昇格した